# Divisions administratives de l'Inde
L'Inde est une république fédérale composée de vingt-huit États et huit territoires de l'Union, eux-mêmes divisés en districts et tehsils. 
Au niveau local, les zones rurales relèvent du système des panchayats et les zones urbaines des municipalités.

## États et territoires

États et territoires de l'Inde (les États sont en gras).

### États
L'Inde est composée de vingt-huit États fédérés. 
Chaque État est une démocratie parlementaire inspiré du système de Westminster. Les fonctions de chef d'État sont ainsi exercées par un gouverneur, nommé par le président de l'Inde sur recommandation du gouvernement central, dont les pouvoirs sont en grande partie honorifiques. Le pouvoir exécutif est exercé par un conseil des ministres qui est dirigé par un ministre en chef et est responsable devant la Vidhan Sabha, l'Assemblée législative élue au suffrage universel direct. Le pouvoir législatif est exercé par une législature qui peut être bicamérale ou monocamérale. La Vidhan Sabha peut être dissoute par le gouverneur et de nouvelles élections sont alors convoquées.
Les domaines dans lesquels les États peuvent adopter des lois sont fixés par l'article 246 de la Constitution.
Certains États sont divisés en régions historiques mais celles-ci ne sont pas des divisions administratives et correspondent souvent à d'anciennes provinces ou d'anciens États princiers.

### Territoires de l'Union
À l'inverse des États, les territoires de l'Union relèvent directement du gouvernement central. Chaque territoire est dirigé par un administrateur nommé par le président de l'Inde sur recommandation du conseil des ministres. 
Trois territoires, Puducherry, Jammu-et-Cachemire et Delhi, sont toutefois dotés d'organes de gouvernement similaires à ceux des États, avec une Assemblée élue et un conseil des ministres.

### Zones

Conseils de zone.

Les États sont regroupés en six zones dotées chacune d'un conseil consultatif « afin de développer l'habitude de travail en commun » entre les États. Les conseils de zone ont été créés par le States Reorganisation Act de 1956 sauf le conseils du Nord-Est, créé en 1971,
- Conseil de la zone Nord : Chandigarh, Haryana, Himachal Pradesh, Jammu-et-Cachemire, Ladakh, Pendjab et Rajasthan ;
- Conseil de la zone Centre-Nord : Bihar, Delhi, Madhya Pradesh, Uttar Pradesh et Uttarakhand ;
- Conseil de la zone Nord-Est : Assam, Arunachal Pradesh, Manipur, Meghalaya, Mizoram, Nagaland et Tripura ;
- Conseil de la zone Est : îles Andaman-et-Nicobar,  Chhattisgarh, Jharkhand, Odisha, Sikkim et Bengale-Occidental ;
- Conseil de la zone Ouest : Dadra et Nagar Haveli et Daman et Diu, Goa, Gujarat et Maharashtra ;
- Conseil de la zone Sud : Andhra Pradesh, Karnataka, Kerala, Lakshadweep, Puducherry, Tamil Nadu et Telangana.

## Divisions
Les États les plus importants sont subdivisés en divisions composées de plusieurs districts. Les divisions sont des structures administratives, dotées d'agents représentant le gouvernement de l'État sur leur territoire.
Les États dotés de divisions sont l'Assam, le Bengale-Occidental, le Bihar, l'Haryana, le Jharkhand, le Karnataka, le Madhya Pradesh, le Maharashtra, le Pendjab, le Rajasthan, l'Uttar Pradesh et l'Uttarakhand.

## Districts et tehsils

### Districts

Carte des districts.

Chaque État et territoire est divisé en districts. La plupart des districts portent le nom de leur chef-lieu.
Dans chaque district, le gouvernement de l'État est représenté par différents agents chargés de collecter les impôts, diriger la police ou gérer les zones forestières. Dans le cadre du panchayati raj, chaque district est doté d'un zila panchayat, un conseil élu au suffrage universel direct, et d'un président.
Dans certains États, les districts sont découpés en subdivisions, qui forment un niveau intermédiaire entre le tehsil et le district.
| États de l'Union                      | États de l'Union | États de l'Union   | États de l'Union |
| État                                  | Dist.            | État               | Dist.            |
| ------------------------------------- | ---------------- | ------------------ | ---------------- |
| Andhra Pradesh                        | 13               | Maharashtra        | 36               |
| Arunachal Pradesh                     | 25               | Manipur            | 16               |
| Assam                                 | 33               | Meghalaya          | 11               |
| Bengale-Occidental                    | 23               | Mizoram            | 8                |
| Bihar                                 | 38               | Nagaland           | 11               |
| Chhattisgarh                          | 27               | Odisha             | 30               |
| Goa                                   | 2                | Penjab             | 22               |
| Gujarat                               | 33               | Rajasthan          | 33               |
| Haryana                               | 22               | Sikkim             | 4                |
| Himachal Pradesh                      | 12               | Tamil Nadu         | 37               |
| Jharkhand                             | 24               | Telangana          | 31               |
| Karnataka                             | 30               | Tripura            | 8                |
| Kerala                                | 14               | Uttar Pradesh      | 75               |
| Madhya Pradesh                        | 51               | Uttarakhand        | 13               |
| Territoires de l'Union                |                  |                    |                  |
| Territoire                            | Dist.            | Territoire         | Dist.            |
| Chandigarh                            | 1                | Jammu-et-Cachemire | 22               |
| Dadra et Nagar Haveli et Daman et Diu | 3                | Ladakh             | 2                |
| Delhi                                 | 11               | Lakshadweep        | 1                |
| Îles Andaman-et-Nicobar               | 3                | Pondichéry         | 4                |
| Total : 729                           |                  |                    |                  |

### Tehsils

L'exemple du Kerala, divisé en 14 districts, eux-mêmes divisés en 75 talukas.

Les districts sont subdivisés en tehsils, qui peuvent porter différents noms selon les États : mandals, talukas, cercles, blocs, etc.
Chaque tehsil est doté d'un panchayat samiti, un conseil élu au suffrage universel direct dont le président porte le titre de tehsildar ou talukdar.

## Administration locale

### Zones rurales
L'organisation administrative de base dans les zones rurales est le village, doté d'un gram panchayat, un conseil élu au suffrage universel direct présidé par le sarpanch. La gram sabha, l'assemblée de tous les citoyens du village, peut également être dotée de certaines compétences.
Dans certains États, les villages sont regroupés en bloc de développement communautaire doté d'un agent de développement chargé de superviser l'application des programmes de planification et développement dans le bloc. Au Bengale-Occidental, Bihar, Jharkhand, Meghalaya, Mizoram et Tripura, le bloc de développement est l'équivalent du tehsil, une subdivision du district.

### Zones urbaines
Dans les zones urbaines, le gouvernement local est du ressort des municipalités dont le statut dépend de la taille :
- panchayat de ville pour les zones en transition d'une zone rurale à une zone urbaine ;
- conseil municipal pour les villes intermédiaires ;
- corporation municipale pour les grandes villes.

## Zones tribales
La Constitution de l'Inde prévoit un régime spécifique d'administration pour certaines régions peuplés par les Adivasis :
- les zones répertoriées sont des régions spéciales où les Adivasis sont majoritaires et qui connaissent un retard de développement important : elles sont créées par décision du gouvernement central qui y dispose ainsi de pouvoirs spécifiques ;
- les districts autonomes sont des districts spécifiques au sein des États de l'Assam, du Meghalaya, du Tripura et du Mizoram : peuplés par des tribus adivasis, ils disposent d'un conseil de district élu qui a le pouvoir d'adopter des lois dans certains domaines ; lorsque plusieurs tribus résident dans un même district autonome, celui-ci peut être divisé en régions autonomes chacune dotée de son conseil élu.